# Gary Brabham
Gary Thomas Brabham (Wimbledon, 29 marzo 1961) è un pilota automobilistico australiano.
È noto per essere il figlio del tre volte campione del mondo Jack Brabham, oltre che fratello dei piloti Geoff e David.

## Carriera
Dopo aver gareggiato nella Formula Ford australiana nel 1982, corse tre stagioni nella Formula Ford 2000 e tre nella Formula 3000 inglese, dove vinse il titolo di categoria nel 1989.
Approdò in Formula 1 alla scuderia Life nel 1990, non riuscendo a qualificarsi per i primi due Gran Premi dell'anno. Abbandonò quindi la squadra continuando la carriera nei campionati per vetture sport e CART. Tra i suoi successi più importanti quello nella 12 Ore di Sebring nel 1991.
Si è ritirato dalle competizioni agonistiche nel 1995.

## Risultati in Formula 1
| 1990 | Scuderia | Vettura |     |     |  |  |  |  |  |  |  |  |  |  |  |  |  |  |  | Punti | Pos. |
| ---- | -------- | ------- | --- | --- |  |  |  |  |  |  |  |  |  |  |  |  |  |  |  | ----- | ---- |
| 1990 | Life     | L190    | NPQ | NPQ |  |  |  |  |  |  |  |  |  |  |  |  |  |  |  | 0     |      |

| Legenda | 1º posto     | 2º posto | 3º posto    | A punti         | Senza punti/Non class.  | Grassetto – Pole position Corsivo – Giro più veloce |
| Legenda | Squalificato | Ritirato | Non partito | Non qualificato | Solo prove/Terzo pilota | Grassetto – Pole position Corsivo – Giro più veloce |